# 車前草卡
車前草卡（羅馬化：Podorozhnik）是俄羅斯聖彼得堡的一張非接觸式智能卡，可用於聖彼得堡地鐵、聖彼得堡電車、聖彼得堡巴士等公共交通費用。車前草卡採用MIFARE技術，於2011年1月1日推出。車前草卡仿效倫敦蠔卡而設立，後來更成為莫斯科三套車卡的參考對象。